# Gbarnga Sports Stadium
Gbarnga Sports Stadium – stadion piłkarski znajdujący się w mieście Gbarnga w Liberii. Posiada nawierzchnię trawiastą. Swoje mecze rozgrywa na nim drużyna Mighty Dragons FC. Stadion może pomieścić 1000 widzów.